# Nirmala
Nirmala is een geslacht van kevers uit de familie van de loopkevers (Carabidae). De wetenschappelijke naam van het geslacht is voor het eerst geldig gepubliceerd in 1930 door Andrewes.

## Soorten
Het geslacht Nirmala omvat de volgende soorten:
- Nirmala indica (Hope, 1831)
- Nirmala odelli Andrewes, 1930